# Hwang Čang-jop
Hwang Čang-jop (korejsky 황장엽, anglický přepis Hwang Jang-yop; 17. února 1923, Kandong – 10. října 2010, Soul) byl severokorejský politik, který v roce 1997 uprchl ze země do Jižní Koreje. Do roku 2016, kdy uprchl Tche Jong-ho byl znám jako nejvýše postavený severokorejský uprchlík. Je také zodpovědný za vytvoření severokorejské státní ideologie Čučche.

## Životopis

### Mládí a vzdělání
Hwang se narodil v Kandongu v Jižním Pchjonganu. Roku 1941 dodělal obchodní školu v Pchjongjangu a následující rok začal studovat právo na Chuo University v Tokiu. Po dvou letech však školu ukončil a vrátil se do Pchjongjangu, kde začal učit matematiku na své staré škole. Roku 1946, krátce po jejím založení, vstoupil do Korejské strany práce. V letech 1949 až 1953 byl poslán na studia na Moskevskou univerzitu, kde se setkal se svou manželkou Pak Sung-ok. Po svém návratu do Severní Koreje se stal hlavním učitelem filosofie na Kim Ir-senově univerzitě.

### Kariéra
Roku 1955 položil základ k řeči O odstranění dogmatismu a formalismu a nastolení Čučche v ideologické práci, kterou později přednesl Kim Ir-sen. Přál si totiž vytvořit vlastní verzi Marxismu-leninismu. Dohlížel také na přepisování korejské historie tak, aby Kim Ir-sen vypadal jako zakladatel a lídr Korejské strany práce od jejího vzniku.
Roku 1972 nahradil Čchoi Jong-kona na pozici prezidenta Nejvyššího lidového shromáždění, čímž se teoreticky stal hlavou státu. Tuto pozici držel po 11 let.
V roce 1983 byl odsunut z lidového shromáždění a jeho pozice byla ohrožena. I přesto, že učil Kim Čong-ila na Kim Ir-senově univerzitě, jej Kim kritizoval za přílišný zájem o čínské kapitalistické reformy. Hwang popsal svou roli poradce Kim Čong-ila: „Když jsem něco navrhoval, zpočátku předstíral, že poslouchá, ale nakonec nikdy neposlechl“.

### Útěk
Hwang spolu se svým pobočníkem Kim Duk-hongem, prezidentem severokorejské obchodní firmy v Pekingu, uprchli z totalitního státu během zpáteční cesty z Tokia v únoru 1997. Vstoupili na jihokorejskou ambasádu v Pekingu a vydávali se za jihokorejské diplomaty s pomocí falešných jihokorejských pasů. Když byla jejich pravá identita odhalena, Pchjongjang pohrozil odvetou, zatímco pekingská policie uzavřela okolí jihokorejské ambasády. O tři dny později byl severokorejský uprchlík Yi Han-yong (synovec Kim Čong-ilovy milenky Song Hye-rim) zastřelen před svým domem v Jižní Koreji neznámým atentátníkem z řad severokorejských tajných služeb. Jihokorejský premiér Lee Soo-sung popsal útok jako odvetu za Hwangův útěk. O pár dní později prohlásil Kim Čong-il v Rádiu Pchjongjang: „Zbabělci, odejděte, pokud chcete. My budeme bránit rudou vlajku revoluce až do konce“
Čínské úřady nakonec povolili Hwangovi odjet do Jižní Koreje přes Filipíny. Vzhledem k jeho roli v totalitním režimu jeho útěk způsobil rozruch. Deník The Washington Post komentoval situaci „jako kdyby Joseph Goebbels uprchl z nacistického Německa“.
Po Hwangově útěku spáchala jeho manželka v Severní Koreji sebevraždu a jedna z jeho dcer zahynula záhadně pod koly nákladního auta. Všechny jeho další děti, dcera a syn, stejně jako jeho vnoučata, byli posláni do pracovních táborů. Po svém příletu do Jižní Koreje se stal velkým kritikem severokorejského režimu, napsal přes 20 knih a pojednání, ve kterých často obviňoval Kim Čong-ila ze „zneužití ideologie Čučche a budování feudalismu namísto socialismu“.
Přispíval též do Daily NK, online novin zřízených Jihokorejci se severokorejskými zaměstnanci. Zde popsal své pocity ohledně útěku.
V dubnu 2010 NIS (Národní zpravodajská služba Jižní Koreje) oznámila zadržení dvou severokorejských agentů, kteří byli vysláni zavraždit Hwang Čang-jopa. Agenti byli na svůj úkol údajně trénováni čtyři roky. Působili jako uprchlíci, avšak byli odhaleni během výslechu, kdy sice tvrdili, že naleznou pomoc u dalších severokorejských uprchlíků, avšak odmítli říci jména. Hwang pokus o atentát okomentoval slovy „Smrt je jen smrt. Není žádný rozdíl mezi úmrtím stářím a zabitím od Kim Čong-ila“. V červnu 2010 odsoudila Jižní Korea oba atentátníky k deseti letům odnětí svobody.

### Smrt
Hwang Čang-jop byl nalezen mrtvý ve svém domě v Soulu ráno 10. října 2010. První zprávy mluvily o úmrtí na infarkt myokardu. Zemřel během koupele, když se mu dostalo do plic příliš velké množství vody. Během pitvy v jeho těle nebyly nalezeny žádné drogy ani jed a záznamy z bezpečnostních kamer nezaznamenaly ničí příchod. Metropolitní policie v Soulu (SMPA) vydala prohlášení, že není žádný důkaz o vraždě.
O deset dní později vydala SMPA prohlášení, že zadržela dalšího atentátníka s cílem zavraždit Hwanga, Ri Dong-sama, který vstoupil též do Jižní Koreje jako uprchlík. Nebylo však prokázáno, že by měl nějaký vliv na Hwangovu smrt.

## Dílo
Hwang Čang-jop publikoval 20 knih během svého pobytu v Jižní Koreji.
- I Saw the Truth of the History. Hanul Books. (1999)
- Sunshine Siding with Darkness Cannot Beat Darkness (2001)
- World Democratization and the Last War of Human Beings. The Zeitgeist. (2002)
- National Life More Precious than Individual's Life. The Zeitgeist. (2002)
- Several Matters about the Human-centered Philosophy. The Zeitgeist. (2003)
- Democratic Political Philosophy. The Zeitgeist. (2005)
- The Truth and Deceit of North Korea. The Zeitgeist. (2006)
- Dialectical Strategy and Tactics Theory. The Zeitgeist. (2006)
- Hwang Jang Yop's Memoirs. The Zeitgeist. (2006)
- Philosophy for Youths. The Zeitgeist. (2007)
- Human-centered Philosophy Principles. The Zeitgeist. (2008)
- North Korean Democratization and Democratic Strategy. The Zeitgeist. (2008)
- Dialectics and Dialectic Strategy and Tactics. The Zeitgeist. (2009)
- Democracy and Communism. The Zeitgeist. (2009)
- Logic. The Zeitgeist. (2010)
- Human-centered Philosophy – Outlook on the World. The Zeitgeist. (2010)
- Human-centered Philosophy – Outlook on History. The Zeitgeist. (2010)
- Human-centered Philosophy – Outlook on Life. The Zeitgeist. (2010)